# Ректор
Ректор (от латински – управител, ръководител) е най-висшият научен и административен ръководител на висше училище (като университет, академия и други) или на друг вид училище.

## Висше образование
В България, съгласно Закона за висшето образование, ректорът е един от 3-те органа за управление на висшето училище, наравно с неговото общо събрание и академичен съвет. Избира се от общото събрание и се отчита пред него. По право е член и председател на академичния съвет. Подготвя и предлага за приемане от академичния съвет годишния отчет на висшето училище.
За ректор може да се избира само хабилитирано лице, обикновено преподавател (професор или доцент). Мандатът на един ректор е 4 години. Избраният за ректор не може да бъде избиран за повече от два последователни мандата на същата длъжност.
Функциите на ректора се определят най-общо от цитирания закон и по-конкретно от правилника (устава) на съответното висше училище.
Частните висши училища могат да имат и друг начин на управление и определяне на ръководните органи.
В чужбина се използват и други названия (президент, провост и други) за най-висшата ръководна длъжност във висшето училище, като обемът от функции може значителено да варира. Много често ректор е само най-висшият научен ръководител, а друго лице се избира (пак от общото събрание) за административно-стопански ръководител (канцлер в Германия).

## Семинария
Ръководителят на семинарията е наричан ректор.